# Corinne De Permentier
Corinne De Permentier (Etterbeek, 5 april 1960) is een Belgisch voormalig politica voor de Franstalige MR.

## Levensloop
De Permentier is van opleiding gegradueerde in boekhouding en secretariaat. Beroepshalve werd ze zaakvoerder van een schoonheidssalon.
Ze militeerde vanaf 1985 voor de liberale PRL, sinds 2002 MR genoemd. In oktober 1988 werd ze voor deze partij met een sterke persoonlijke score verkozen in de gemeenteraad van Vorst, hetgeen ze bleef tot eind 2018. De Permentier trad onmiddellijk toe tot het schepencollege en was van 1989 tot 1994 schepen van Informatie en Publieke Relaties. Van 1995 tot 2000 was ze eerste schepen, bevoegd voor Cultuur, Burgerlijke Stand, Bevolking en Gemeentelijke Gebouwen, en van 1998 tot 1999 waarnemend burgemeester ter vervanging van Magda De Galan, toen federaal minister. 
Van mei 1995 tot juni 1999 zetelde De Permentier tevens in het Brussels Hoofdstedelijk Parlement, waar ze actief was in de commissie Infrastructuur, Verkeer en Openbare Werken. In juni 1999 maakte zij de overstap naar de Kamer van volksvertegenwoordigers, waar ze tot in mei 2014 bleef zetelen als verkozene voor de kieskring Brussel-Halle-Vilvoorde. Haar lidmaatschap van de Kamer werd onderbroken tussen juli 1999 en oktober 2000, toen ze als minister van de Audiovisuele Sector deel uitmaakte van de Franse Gemeenschapsregering. In deze functie bekommerde ze zich om de dossiers over de frequentieplanning op de FM-omroepband, de regionale televisiezenders en de waarschuwingslabels voor kinderen op televisie. In oktober 2000 verdween De Permentier uit de regering als gevolg van een ministeriële herschikking.
Bij de gemeenteraadsverkiezingen van oktober 2000 haalde de PRL-FDF-lijst 15 van de 35 zetels in Vorst, goed voor een score van 36 procent. Aan de vooravond van de verkiezingen was er voorakkoord afgesloten met de socialistische PS van uittredend burgemeester Magda De Galan, waarbij De Permentier zou worden aangeduid als burgemeester. Dat voorakkoord werd echter verworpen door de socialistische achterban en voor PRL-FDF wenkte de oppositie. In december 2000 beslisten twee PS-mandatarissen die zich verraden voelden door hun partij omdat ze naast een schepenambt hadden gegrepen, echter als onafhankelijken te gaan zetelen en hun stemmen aan te bieden aan PRL-FDF. Samen met de ene zetel van de christendemocratische PSC kon zo een nipte meerderheid van 18 zetels worden gevormd en met behulp van de twee PS-dissidenten kon De Permentier in februari 2001 aantreden als burgemeester. Na de gemeenteraadsverkiezingen van oktober 2006 belandde de MR, ondanks een score van 40 procent, in de oppositie, nadat de socialisten een meerderheid op de been hadden gebracht met Ecolo. In februari 2007 werd ze opgevolgd door Magda De Galan.
Ondertussen was De Permentier in de Kamer lid van de commissie Binnenlandse Zaken (2000-2010) en de commissie Buitenlandse Betrekkingen (2010-2014). Ze legde zich toe op dossiers als parentale ontvoeringen en was co-auteur van het wetsvoorstel dat leidde tot het boerkaverbod. Tijdens haar parlementaire mandaten leidde ze binnen de Interparlementaire Unie de sectie Israël en ze maakte deel uit van twee parlementaire delegaties die bilaterale betrekkingen met Taiwan aanknoopten. Ook was ze de drijvende kracht achter een resolutie die de vrijlating van Gilad Shalit, een Israëlische soldaat die werd vastgehouden door militieleden van de Palestijnse terreurgroep Hamas. Voorts toonde ze de belangstelling voor het dossier rond de dreigende sluiting van de autofabriek Volkswagen Vorst in 2006, die uiteindelijk werd overgenomen door Audi. De Permentier bekleedde in de Kamer tevens de functies van ondervoorzitter (van maart tot oktober 2004 en opnieuw van 2008 tot 2014) en secretaris (van 2007 tot 2008) en was van 2005 tot 2013 eveneens voorzitter van Femmes Réformatrices, de vrouwenafdeling van de MR.
In maart 2010 werd er tegen haar en twee gemeenteambtenaren in Vorst een klacht neergelegd voor valsheid in geschrifte door ambtenaren, gebruik van valse stukken, oplichting en belangenmenging. De klacht was een gevolg van een onderzoek door de Brusselse onderzoeksrechter met betrekking tot het inzetten van gemeentepersoneel of van een gemeentelijke vzw bij een verkiezingscampagne, meer bepaald bij de gemeenteraadsverkiezingen van oktober 2006. De zaak kwam echter niet voor de rechtbank aangezien de 'commissie Vervolging' van de Kamer van volksvertegenwoordigers in januari 2013 unaniem besliste haar parlementaire onschendbaarheid niet op te heffen.
Van mei 2014 tot mei 2019 zetelde De Permentier opnieuw in het Brussels Hoofdstedelijk Parlement, waar ze lid was van de commissies Leefmilieu en Energie (2014-2018) en Infrastructuur (2018-2019). Tezelfdertijd maakte ze deel uit van het Parlement van de Franse Gemeenschap. Hier was ze van juni tot november 2014 ondervoorzitter en van 2014 tot 2019 secretaris, alsook van 2014 tot 2017 titelvoerend lid van de commissie Cultuur en Kind.Bij de verkiezingen van mei 2019 was ze om gezondheidsredenen geen kandidaat meer.
Daarnaast is De Permentier officier in de Leopoldsorde.